# Сибирска котка
Сибирската котка е порода среднодългокосместа домашна котка, произхождаща от Сибир, Русия.
По всяка вероятност произлиза от кръстоска между европейски породи котки и диви котки в сибирските гори. Породата се е появила по естествен път и се отличава с доброто си здраве и приспособим характер.

## Външен вид
Тази котка достига големи размери и тегло 6 – 15 кг за мъжките и 3,5 – 8 кг за женските екземпляри. Излъчва сила и мощ, които са в контраст със симпатичната ѝ муцунка. Цялото тяло оставя впечатление на закръгленост, което не се дължи на наднормено тегло, а на характерната ѝ скелетна конструкция. Има дълга
гъста козина, която не пропуска влага, и гъст подкосъм. Главата е с трапецовидна форма и закръглен контур, средна до голяма и хармонира добре с тялото. Големи, почти кръгли очи, чийто цвят може да бъде зелен, жълто-кафяв, оранжев. Ушите са средни до големи, закръглени по края и леко наклонени напред, желателно е да са със снопчета косми подобно на рисовете. Крайниците са със средна дължина, задните са малко по-дълги от предните. Лапите са големи, кръгли, със задължително окосмяване между пръстите. Опашката е дебела, с тъп връх, цилиндрична и изключително пухкава. Някои представители имат характерна грива. Зрелост достига сравнително бавно, едва към 5-годишна възраст, което е типично за по-големите породи котки и за тези, произлезли по естествен път.
Разцветките са различни – червени, кремави, черно-кафяви с или без бели петна. Предпочитат се традиционните окраски, които са т.нар. таби шарки в разновидностите раирани, петнисти и мраморни.

## Характер
Много смели, горди и с чувство за собствено достойнство. Същевременно привързани към стопаните си, поддават се на обучение, когато се прави нежно и без насилване. Много любопитни, обичат да подражават. Като цяло котките от тази порода са спокойни и с благ характер.